# Viskositätsdämpfer
In Kurbelwellen von Schiffsdieselmotoren treten, angeregt durch Massenkräfte und Gaskräfte, Drehschwingungen auf. Diese erzeugen in der Kurbelwelle Wechseldrehspannungen. Beim Zusammentreffen einer Erregerfrequenz mit der Eigenfrequenz der Kurbelwelle können besonders hohe Beanspruchungen auftreten. Damit die Beanspruchungen nicht zu hoch werden, wird ein Drehschwingungsdämpfer am Ende der Kurbelwelle angebaut. Durch die Weiterentwicklung bzw. Leistungssteigerung (d. h. höhere Gaskräfte) der Motoren reichte die Wirkung des Planflächendämpfers nicht mehr aus. Stattdessen wurde nunmehr ein Viskositätdämpfer verwendet. Eine Weiterentwicklung ist der Hülsenfederdämpfer. 

## Aufbau
Der Viskositätsdämpfer besteht aus einer sekundärseitigen Schwungmasse und einen Primärteil, das mit der Kurbelwelle direkt verbunden ist. Das Primärteil ist ein allseitig geschlossenes Gehäuse. Die Sekundärmasse ist im Gehäuse drehbar gelagert. Zwischen dem Gehäuse und der Schwungmasse befindet sich eine Dämpferflüssigkeit. Die Stärke der Reibung zwischen dem Sekundärteil und dem Primärteil ist abhängig vom Spiel zwischen den beiden Teilen und von der Zähigkeit (Viskosität) der Dämpferflüssigkeit.

## Wirkungsweise
Schon bei geringsten Kurbelwellenschwingungen tritt eine Relativbewegung zwischen Gehäuse und Sekundärteil auf. Somit wird dem System Schwingungsenergie entzogen und es führt zu einer Verringerung der Kurbelwellenbeanspruchungen. Bei geringer Frequenz und kleinen Amplituden ist die Wirkung des Dämpfers gering. Die dämpfende Wirkung steigt etwa proportional mit der Schwinggeschwindigkeit an.

## Geschichte
In den Jahren 1970 bis ca. 1986 sind MaK Motoren, sofern erforderlich, mit diesem Dämpfertyp ausgerüstet worden.

## Quelle
- Ernst-Günter Kroos: „Über Aufbau, Wirkungsweise, Betriebsverhalten und Wartung von MaK-Drehschwingungsdämpfern“